# باتريك بيدارد
باتريك بيدارد (بالإنجليزية: Patrick Bedard)‏ (و. 1941  م) هو صحفي، ومهندس، وسائق سباق، أمريكي، شارك في لو مان 24 ساعة.

## سجل السباق

### نتائج إنديانابوليس 500
| السنة                     | هيكل              | المحرك      | البداية | النهائة | ملاحظة      | فريق                  |
| ------------------------- | ----------------- | ----------- | ------- | ------- | ----------- | --------------------- |
| إنديانابوليس 500 سنة 1981 | Vollstedt         | Offenhauser | —       | —       | أخفق التأهل | Escort Radar Detector |
| إنديانابوليس 500 سنة 1982 | فريق بنسك ‏ PC-7   | Cosworth    | —       | —       | أخفق التأهل | Escort Radar Detector |
| إنديانابوليس 500 سنة 1983 | مارش للهندسة ‏ 83C | Cosworth    | 17      | 30      | تحطم        | Escort Radar Detector |
| إنديانابوليس 500 سنة 1984 | مارش للهندسة ‏ 84C | Cosworth    | 19      | 30      | تحطم        | Escort Radar Detector |

## روابط خارجية
- باتريك بيدارد على موقع DriverDB.com (الإنجليزية)